# Wundergeckos
Die Wundergeckos (Teratoscincus) sind eine Gattung der Geckoartigen (Gekkota) aus der Familie Sphaerodactylidae. Die bis etwa 20 cm langen, zylindrisch gebauten Tiere bewohnen die sandigen und lehmigen Wüsten und Halbwüsten von Südwest- und Mittelasien. Der Kopf ist groß, die Augen liegen recht weit vorne, die Pupillen sind schlitzförmig. Die Schwanzlänge ist kleiner als die Kopf-Rumpf-Länge. Die Schuppen am Kopf sind bis auf die Schnauzenschilde fein, die Körperschuppen sind groß, halbrund, glatt und geschindelt. Die Schwanzschuppen sind besonders groß. An den Zehen fehlen Haftlamellen. Alle Vertreter der Gattung sind nachtaktive Bodenbewohner, die kleine Gliederfüßer jagen.

## Arten
- Teratoscincus bedriagai Nikolsky, 1900
- Teratoscincus microlepis Nikolsky, 1900
- Teratoscincus przewalskii Strauch, 1887
- Teratoscincus roborowskii Bedriaga, 1906
- Teratoscincus scincus (Schlegel, 1858) – Wundergecko
- Teratoscincus toksunicus Wang, 1989